# 浪子的歷程
《浪子的歷程》（英語：The Rake's Progress）是伊戈尔·斯特拉文斯基于1951年创作的一部英语歌剧，分三幕和尾声。剧本由威斯坦·休·奥登和切斯特·卡尔曼编写，基本上是根据威廉·贺加斯的八幅油画和版画浪子的进步改编，斯特拉文斯基在1947年5月2日在芝加哥的一个展览上看过这些作品。